# Gonzales (Familienname)
Gonzales ist eine Schreibvariante des spanischen Familiennamens González (zum Hintergrund siehe dort). Der Name ist in dieser vereinfachten Schreibung besonders auch in den Vereinigten Staaten verbreitet. In Frankreich wird der Name González oder Gonzales manchmal zu Gonzalès französisiert.

## Namensträger

### Familienname
- Alberto R. Gonzales (* 1955), US-amerikanischer Jurist und Politiker
- Ali Gonzales (* 1987), venezolanischer Radrennfahrer
- Antonio Gonzales (Historiker) (* 1960), französischer Historiker
- Antonio Gonzales (Fussballspieler, 1982) (* 1982), Schweizer Fußballspieler
- Antonio Gonzales (Fußballspieler, 1986) (* 1986), peruanischer Fußballspieler
- Antonio Gonzales (Sänger), Opernsänger (Tenor)
- Babs Gonzales (Lee Brown; 1919–1980), US-amerikanischer Sänger
- Chilly Gonzales (Jason Charles Beck; * 1972), kanadischer Musiker
- Cristian Gonzales (* 1975), indonesisch-uruguayischer Fußballspieler
- Curtis Gonzales (* 1989), Fußballspieler aus Trinidad und Tobago
- David Gonzales, US-amerikanischer Filmproduzent
- Eva Gonzalès (1847–1883), französische Malerin
- Filomeno Gonzales Bactol (* 1939), philippinischer Geistlicher, Bischof von Naval
- Gerson Gonzales (* 1979), honduranischer Fußballspieler
- Javier Gonzales (1939–2018), peruanischer Fußballspieler
- Jeric Gonzales (* 1992), philippinischer Schauspieler
- Jermaine Gonzales (* 1984), jamaikanischer Leichtathlet
- Joe Gonzales (Joseph Anthony Gonzales; * 1957), US-amerikanischer Ringer
- Joseph Gonzales (Fußballspieler) (1907–1984), französischer Fußballspieler
- Joseph Gonzales (Boxer) (* 1941), französischer Boxer
- Leonor Gonzales Mina (* 1934), kolumbianische Sängerin
- Loraine Gonzales (* 1977), US-amerikanische Rollstuhlbasketballspielerin
- Luis Gonzales (1928–2012), philippinischer Schauspieler
- Mark Gonzales (* 1968), US-amerikanischer Skateboarder
- Michael Gonzales (* 1964), US-amerikanischer Zehnkämpfer und Bobfahrer
- Neptali Gonzales (1923–2001), philippinischer Rechtswissenschaftler, Hochschullehrer und Politiker
- Norberto Gonzales (* 1947), philippinischer Politiker
- Odi Gonzales (* 1962), peruanischer Dichter
- Petrus Gonzales (vor 1190–1246), spanischer Dominikaner
- Paul Gonzales (* 1964), US-amerikanischer Boxer
- Pancho Gonzales (eigentlich César Héctor González; 1926–2016), französisch-argentinischer Fußballspieler und -trainer, siehe Pancho Gonzalez (Fußballspieler)
- Pancho Gonzales (eigentlich Ricardo Alonso González, auch Richard Gonzales; 1928–1995), US-amerikanischer Tennisspieler
- Rahim Gonzales (* 1996), US-amerikanischer Boxer
- Ruben Gonzales (* 1985), philippinischer Tennisspieler
- Sef Gonzales (* 1980), australischer Mörder
- Sophie Gonzales (* 1992), australische Autorin und Psychologin
- Tony Gonzales (* 1980), US-amerikanischer Politiker
- Victor Cordero Gonzales (1893–1949), peruanischer Sänger und Komponist
- William Elliott Gonzales (1866–1937), US-amerikanischer Diplomat
- Willie Gonzales (* 1958), puerto-ricanischer Musiker

### Fiktive Figuren
- Speedy Gonzales, Zeichentrick-Maus